# Tifton
Tifton je správní město okresu Tift County ve státě Georgie ve Spojených státech amerických. Leží severně od města Valdosta, východně od města Albany a jižně od města Macon.
K roku 2020 zde žilo 17 045 obyvatel. S celkovou rozlohou 34 km² byla hustota zalidnění 512 obyvatel na km². Založeno bylo v roce 1872. 